# Ширинский сельсовет
Ширинский сельсовет (до 2009 года Ширинский поссовет) — сельское поселение в Ширинском районе Хакасии.
Административный центр — село (до 2009 года посёлок городского типа) Шира.

## История
Статус и границы сельского поселения установлены Законом Республики Хакасия от 7 октября 2004 года № 63 «Об утверждении границ муниципальных образований Ширинского района и наделении их соответственно статусом муниципального района, сельского поселения»
Закон Республики Хакасия  № 19-ЗРХ от 10 февраля 2009 года «О внесении изменений в Закон Республики Хакасия «Об утверждении границ муниципальных образований Ширинского района и наделении их соответственно статусом муниципального района, городского, сельского поселения» гласит:
Внести в Закон Республики Хакасия от 7 октября 2004 года № 63 «Об утверждении границ муниципальных образований Ширинского района и наделении их соответственно статусом муниципального района, городского, сельского поселения»  следующие изменения:
1) в статье 2 слова «пгт. Шира» заменить словами «с.Шира»;

2) в статье 3 слова «Коммунаровский поссовет, Туимский поссовет, Ширинский поссовет» заменить словами «Коммунаровский сельсовет, Туимский сельсовет, Ширинский сельсовет».

## Население
| 2010   | 2012  | 2013  | 2014    | 2015  | 2016  | 2017  |
| ------ | ----- | ----- | ------- | ----- | ----- | ----- |
| 10 145 | ↘9898 | ↘9808 | ↘9665   | ↘9490 | ↘9395 | ↘9354 |
| 2018   | 2019  | 2020  | 2021    |       |       |       |
| ↘9291  | ↘9217 | ↘9202 | ↗10 068 |       |       |       |

## Состав сельского поселения
В состав сельского поселения входят 4 населённых пункта:
| № | Населённый пункт | Тип населённого пункта       | Население |
| - | ---------------- | ---------------------------- | --------- |
| 1 | Малый Кобежиков  | аал                          | ↗284      |
| 2 | Марчелгаш        | аал                          | ↘234      |
| 3 | Топанов          | аал                          | ↘179      |
| 4 | Шира             | село, административный центр | ↗9545     |

## Местное самоуправление
Глава администрации
- Ковалев Юрий Сергеевич;